# Uelen
Uelen (oroszul:  Уэлен) falu Oroszországban, Csukcsföld Csukotkai járásában. Szibéria, Oroszország és egyben egész Afroeurázsia legkeletibb települése, a teljes mexikói-amerikai határhoz közelebb fekszik, mint Kalinyingrádhoz.

## Fekvése
Az ország északkeleti részén, a Bering-szoros partjainál, a Daurkin-félszigeten fekszik. A településről az alaszkai Wales településre (mely a Bering-szoros túlsó partján fekszik) terveznek egy alagutat, amely elkészülte után a világ leghosszabb alagútja lenne.

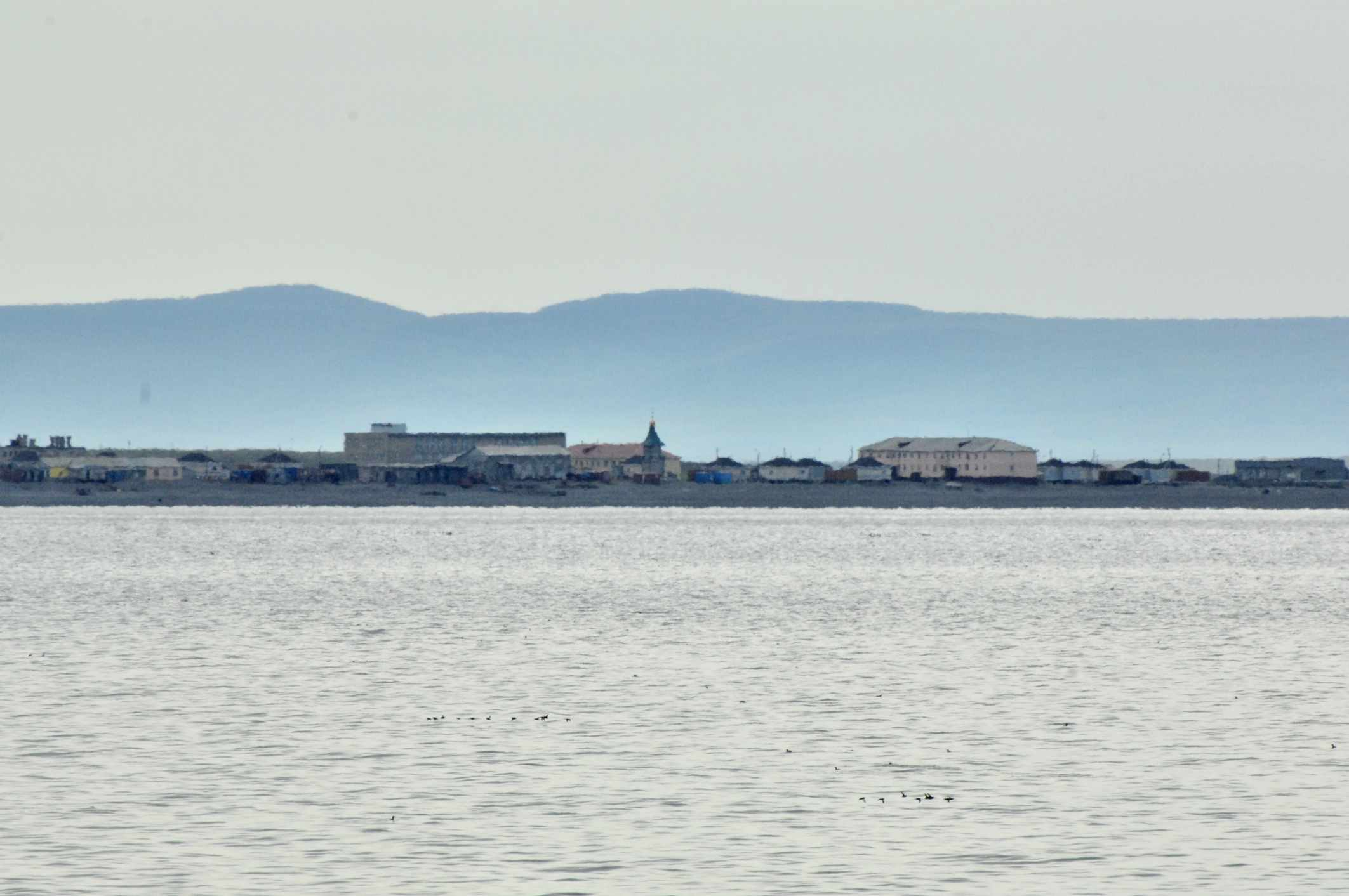
Uelen (2013)
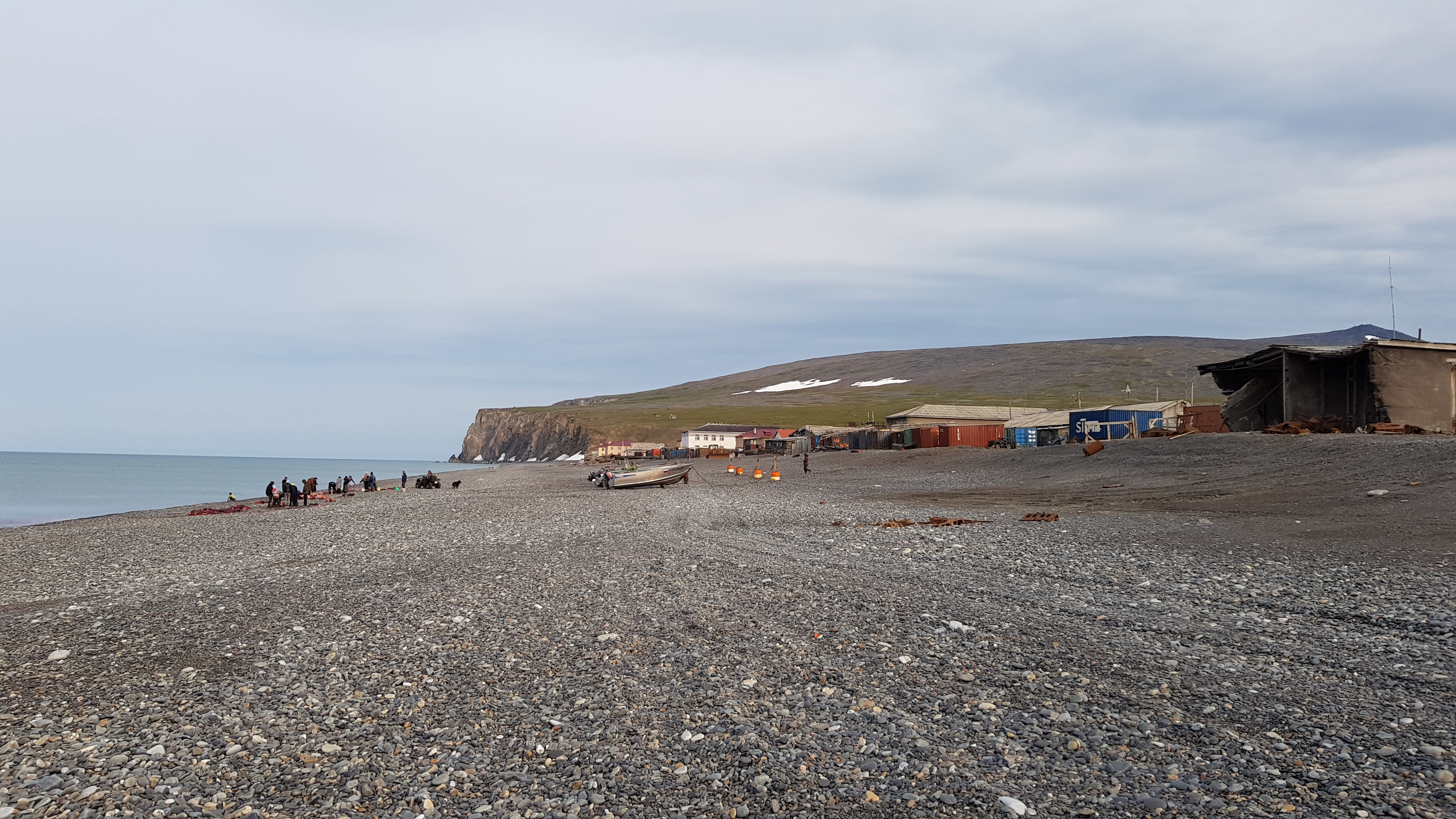
A tengerpart (2018)
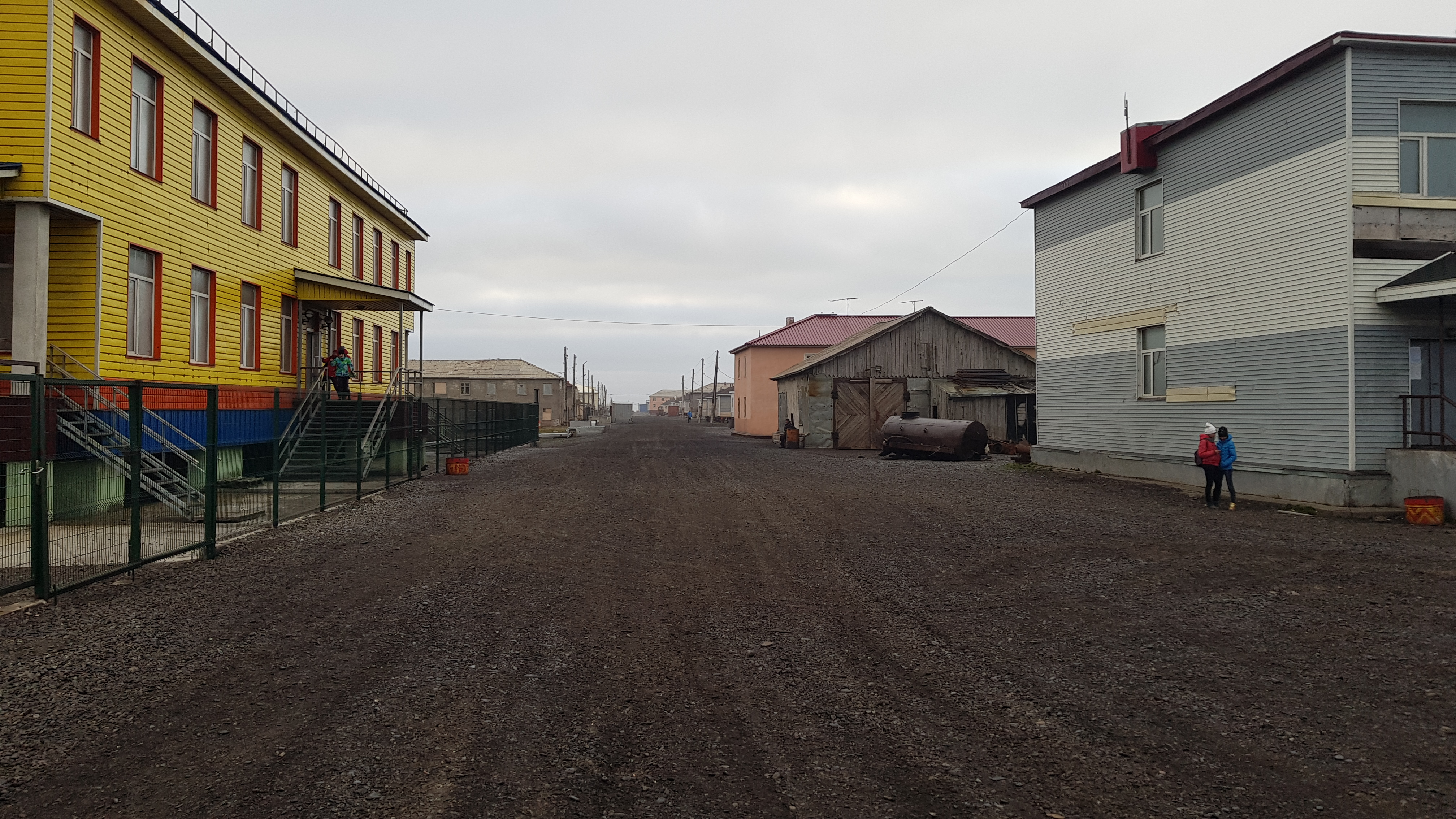
Utca (2018)
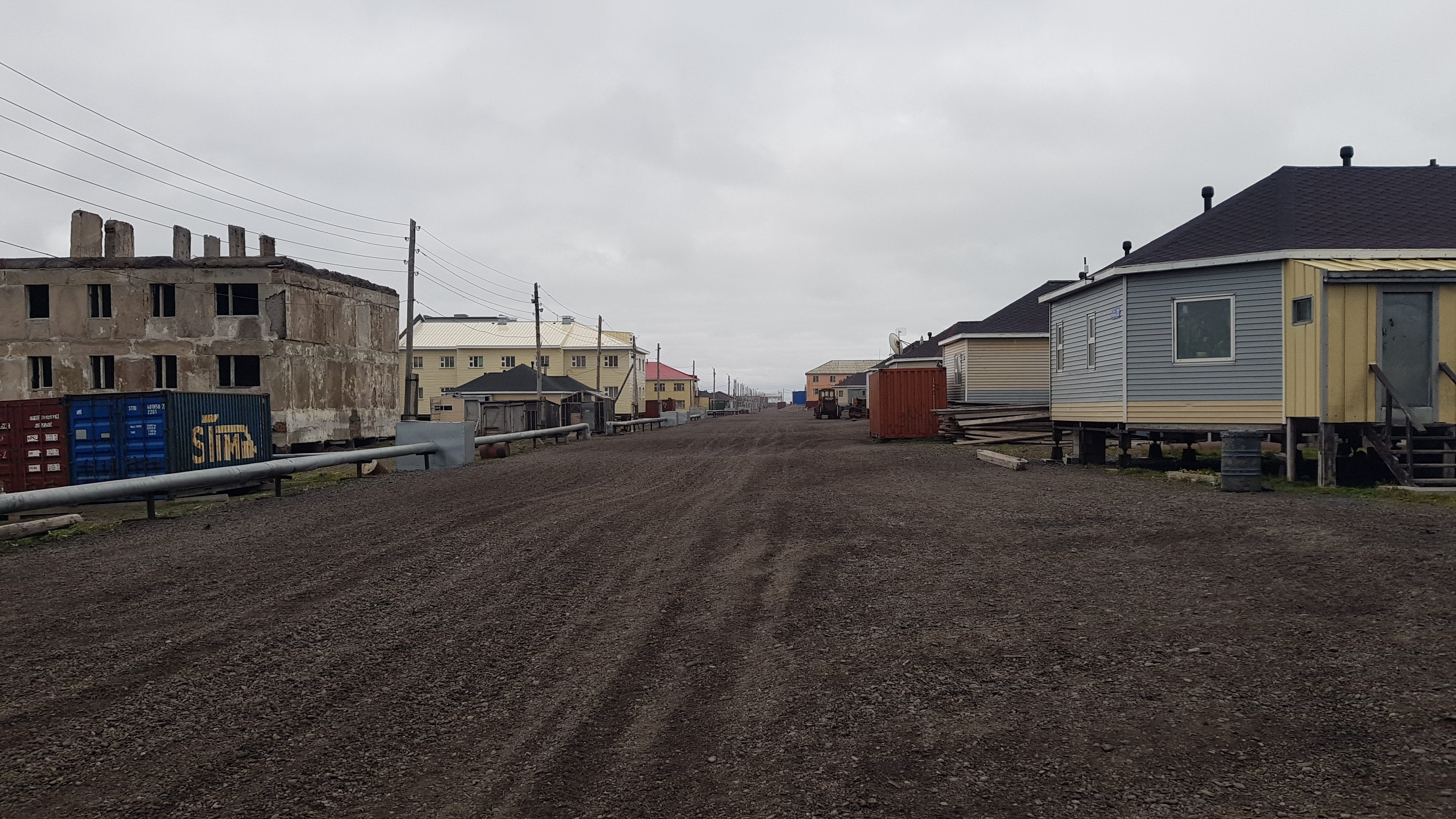
Lenin út (2018)
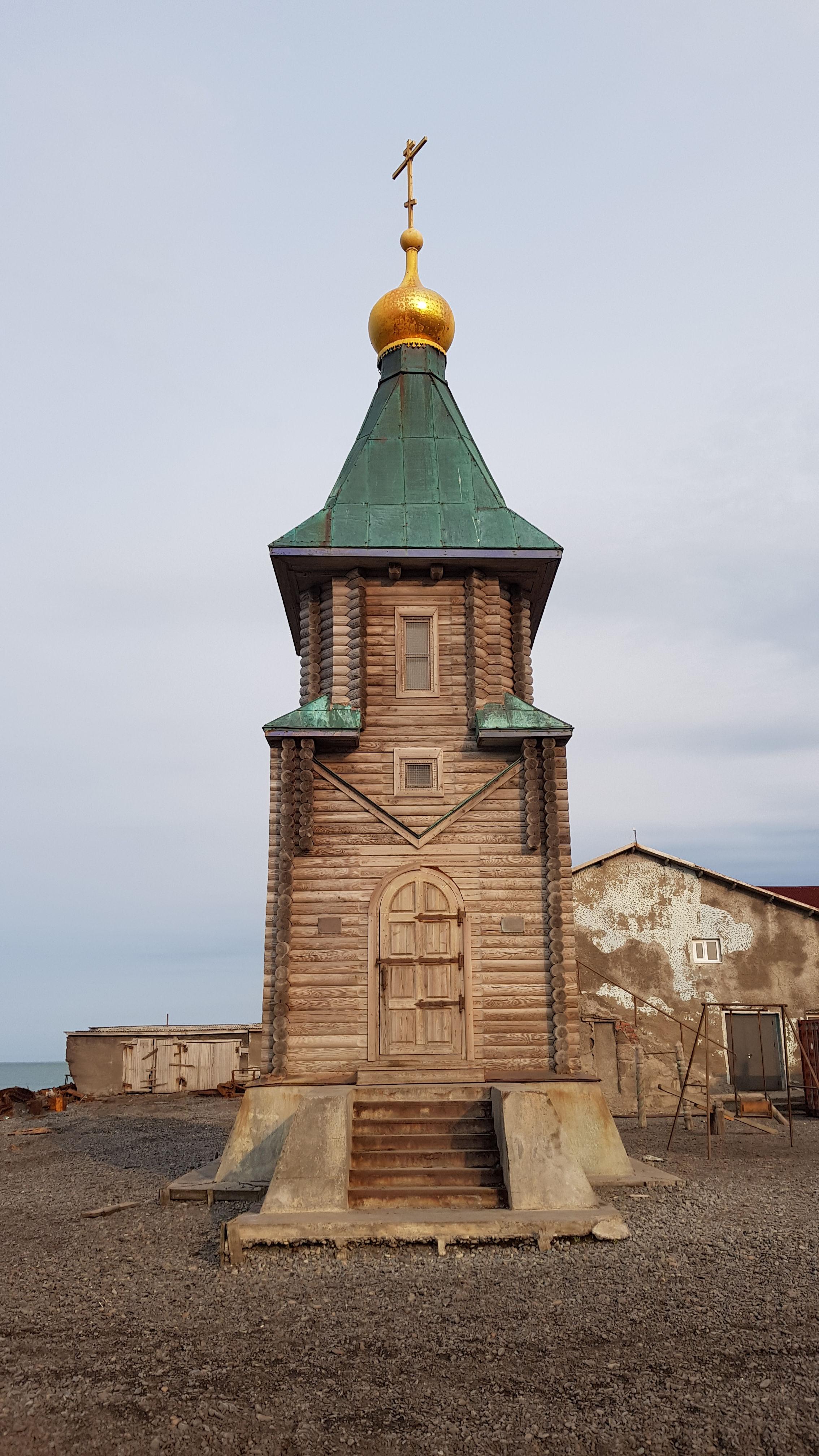
A templom (2018)
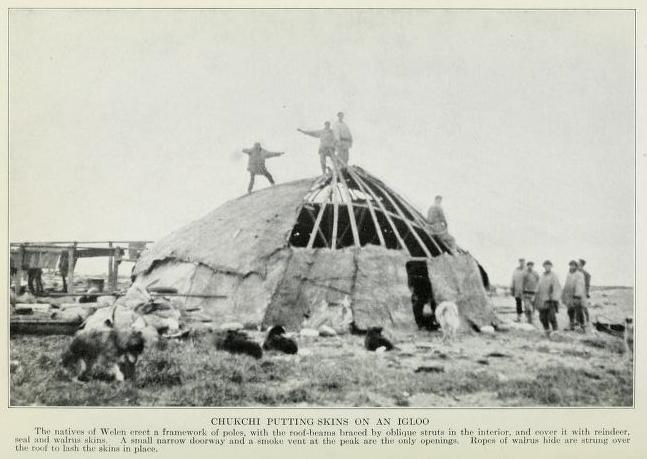
Yaranga in Uelen (1913)
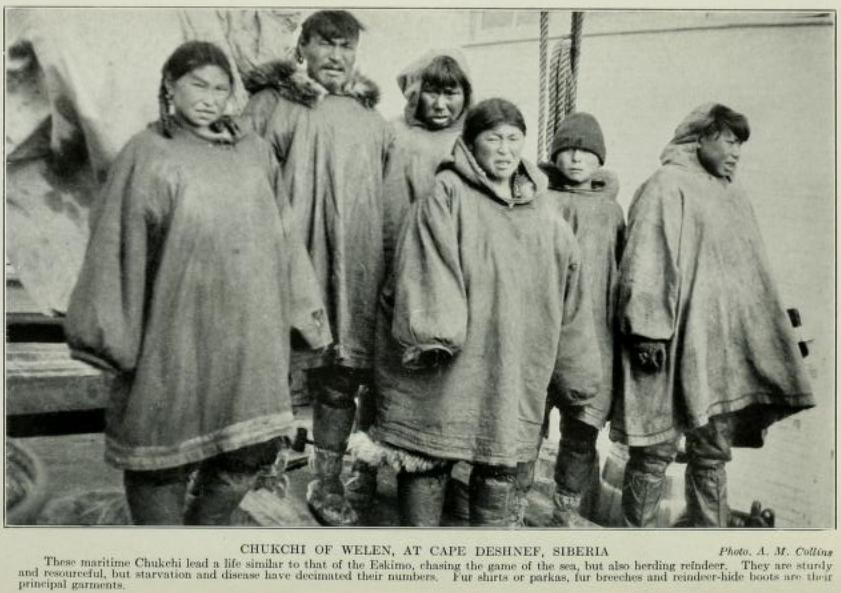
Uelen  lakói (1913)